# 八路军军政学院
八路军军政学院是1941年在延安大砭沟设立的一所高级军政干部学校。八路军政治部主任王稼祥和副主任谭政/肖向荣分别兼任正副院长，张如心任教育长。培养具有理论基础、能胜任师旅宣传教育和指挥的人才为目的。

## 历史
1941年1月1日八路军军政学院举行开学典礼。
学院有上下两层窑洞，院部在山下。设两个队，一队是培养军事干部；二队是培养政工干部。开设课程有：
- 联共党史：教育长张如心讲授
- 中国革命史：中共中央秘书长王若飞讲授
- 军事学中的抗日游击战争战略问题：郭化若讲授；
- 炮兵知识：许光达讲授
- 哲学：青年哲学家何培源讲授
- 政治经济学（《资本论》）：王学文讲授
- 朱德、徐特立、博古等人做报告。

学员每人每天供给一斤半小米，三钱油、二钱盐。学员自己养猪、种菜、背粮、烧木炭、用马尾制扎牙刷等。 
1941年11月21日，中共中央、中央军委发布《关于成立军事教育委员会和军事学院的决定》，为了加强高级军事干部的学习，决定成立军事学院。1941年12月，八路军军政学院第三、第四大队与抗大三分校合并为军事学院，1942年1月1日正式成立。军政学院仍保留，专门培训政工干部。 